# Оэ (посёлок)
Оэ (яп. 大江町 О:э-мати) — посёлок в Японии, находящийся в уезде Нисимураяма префектуры Ямагата. Площадь посёлка составляет 153,92 км², население — 8603 человека (1 августа 2014), плотность населения — 55,89 чел./км².

## Географическое положение
Посёлок расположен на острове Хонсю в префектуре Ямагата региона Тохоку. С ним граничат город Сагаэ и посёлки Нисикава, Асахи, Накаяма, Яманобе.

## Население
Население посёлка составляет 8603 человека (1 августа 2014), а плотность — 55,89 чел./км². Изменение численности населения с 1980 по 2005 годы:
| 1980 | 11 374 чел. |  |
| 1985 | 11 061 чел. |  |
| 1990 | 10 724 чел. |  |
| 1995 | 10 537 чел. |  |
| 2000 | 10 477 чел. |  |
| 2005 | 9915 чел.   |  |

## Символика
Деревом посёлка считается криптомерия, цветком — гортензия, птицей — Megaceryle lugubris.